# Валле-Ломелина
Валле-Ломелина (итал. Valle Lomellina) — коммуна в Италии, располагается в регионе Ломбардия, подчиняется административному центру Павия.
Население составляет 2229 человек, плотность населения составляет 83 чел./км². Занимает площадь 27 км². Почтовый индекс — 27020. Телефонный код — 0384.
Покровителем коммуны почитается святой архангел Михаил, празднование 29 сентября. 

## Города-побратимы
- Фурк, Франция (1998)